# برنامه‌های غنی اینترنتی
برنامه‌های غنی اینترنتی (Rich Internet Applications - RIAs) کاربردهایی هستند بر روی وب ولی با امکان تعاملات سریع، و با صفات و عملکردهایی غنی قابل مقایسه با کاربردهای روی کامپیوتر.